# NGC 7533
NGC 7533 este o galaxie situată în constelația Peștii. A fost descoperită în 5 octombrie 1864 de către Albert Marth. Se află la o distanță de 105,2 megaparseci de Pământ.